# Villers-Bretonneux

Villers-Bretonneux este o comună în departamentul Somme, Franța. În 1 ianuarie 2022 avea o populație de 4.644 de locuitori.